# Jean Lombard
Jean Lombard (1854-1891) fue un novelista francés de finales del siglo XIX. Su obra, con sus temas de orientalismo, androginia y paganismo, tiene hondas relaciones con el movimiento decadente en literatura. Aunque actualmente está casi olvidado, influyó en contemporáneos como Rachilde y Jean Lorrain. Su obra más conocida, basada en el emperador romano Heliogábalo, es L'agonie (1888), para la que Octave Mirbeau escribió un prefacio. Según William Sharp, Lombard murió en 1891 en la pobreza, al borde de la inanición.